# Duren Sawit
Duren Sawit è un sottodistretto (in indonesiano: kecamatan) di Giacarta Orientale, che a sua volta è una suddivisione di Giacarta, la capitale dell'Indonesia.

## Suddivisioni
Il sottodistretto è suddiviso in sette villaggi amministrativi (in indonesiano: kelurahan):
- Pondok Bambu
- Duren Sawit
- Pondok Kelapa
- Pondok Kopi
- Malaka Jaya
- Malaka Sari
- Klender